# Amychodes exsecatus
Amychodes exsecatus är en insektsart som beskrevs av Karsch 1899. Amychodes exsecatus ingår i släktet Amychodes och familjen Eurybrachidae. Inga underarter finns listade i Catalogue of Life.